# Fortifications de Toulon
 (avril 2020).
Si vous disposez d'ouvrages ou d'articles de référence ou si vous connaissez des sites web de qualité traitant du thème abordé ici, merci de compléter l'article en donnant les références utiles à sa vérifiabilité et en les liant à la section « Notes et références ».
Les fortifications de Toulon comprennent :

## Période Louis XIII
- Tour royale ou grosse tour

## Période Richelieu
- Fort de Balaguier

## Fortification de Vauban
- Fort de l'Éguillette
- Fort Saint Louis
- Enceinte urbaine

## XVIIIesiècle
- Fort Lamalgue
- Fort des Vieux Pommets

## Période Louis-Philippe
- Mont Faron
  - Tour Beaumont
  - Fort et caserne fortifiés du Faron
  - Fort du Cap Brun
- Batterie de la pointe Nêgre
- Batterie basse de La Cride
- Batterie de Fabregas
- Batterie de La Croix de Signaux
- Batterie de La Carraque
- Batterie de Saint Pierre des Embiez

## Fortification Séré de Rivières
Séré de Rivières
- Fort du Mont Caume
- Ouvrage du Gros Cerveau
- Fort du Pipaudon
- Fort du Mont Coudon
- Batterie du Gros Rocher
- Batterie du Mont Caume
- Batterie du Ban Pointu
- Fort du Girardon
- Fort de la Colle Noire
- Fort de la Gavaresse
- Batterie de Carqueiranne
- Fort de la Bayarde
- Batterie basse du Cap Brun
- Batterie de Peyras
- Fort de Six Fours
- Batterie de Croupe lamalgue
- Batterie de Sainte Marguerite
- Batterie du Lazaret
- Batterie annexe du Cap Brun
- Fort de Saint Elme
- Fort de Cepet (Saint-Mandrier-sur-Mer)
- Batterie de la pointe Escampobariou (Giens)
- Batterie de la Badine (Giens)
- Batterie de Mauvanne (Hyères)
- Batterie de La Piastre
- Batterie du Grau Bau

## Années 1930
- Batterie de Cepet
- Batterie de La Croix de Signaux
- Batterie de Saint Elme
- Batterie des Sablettes
- Batterie haute de La Cride
- Batterie de Carqueiranne
- batterie de Sainte Margueritte
- Batterie de la Croupe Lamalgue
- Batterie de Giens
- Batterie de La Badine
- Batterie du Cap Esterel
- Batterie du Lazaret Haut
- Mur de la Méditerranée (Südwall)
- Batterie de Peyras (Flak)
- Batterie Flak de Six Fours
- Batterie Flak de Sainte Musse
- Batterie Flak de la Verne - Mar Vivo
- Batterie de la Pointe Gueulois
- Batterie de Mauvanne (Hyères)
- Batterie de San Salvadour (Hyères)